# Лобо, Татьяна
Татьяна Лобо (исп. Tatiana Lobo, 13 ноября 1939, Пуэрто-Монт — 22 февраля 2023, Сан-Хосе) — коста-риканская писательница.
Лобо родилась в Пуэрто-Монте, Чили, но проживает в Коста-Рике с 1963 года, и обычно считается коста-риканской писательницей. Её опубликованные работы охватывают несколько жанров, включая романы, пьесы, рассказы и статьи. Она получила несколько наград за художественную литературу, в том числе премию Сор Хуаны Инес де ла Крус в 1995 году, премию Аквилео Х. Эчеверриа Коста-Рики и коста-риканскую премию Premio Academia Costarricense de la lengua. Её произведения переведены на французский, немецкий и английский языки.